# 2011 na televisão brasileira
A seguir há uma lista de eventos relacionados à televisão brasileira em 2011. Os eventos listados incluem estreias, cancelamentos e finais de programas de televisão; lançamento, encerramento e rebrandings de canais; estações locais mudando de afiliação de rede; e informações sobre controvérsias e disputas de carregamento.

## Eventos notáveis

### Janeiro
| Data | Evento |
| ---- | --- |
| 1.º  | As principais redes e canais de notícias do Brasil realizam a cobertura da posse da presidente Dilma Rousseff, ao vivo de Brasília, Distrito Federal. Algumas emissoras locais também realizam coberturas da posse de governadores eleitos nas eleições estaduais de 2010. |
| 10   | Na Rede Globo, o Vídeo Show ganha novo cenário. |

### Fevereiro
| Data | Evento |
| ---- | --- |
| 3—6  | O Multishow transmite a 13.ª edição do Festival de Verão de Salvador. A Rede Globo exibiu compactos dos shows do evento. |
| 6    | A ESPN transmite o Super Bowl XLV.                                                                                       |
| 27   | A Rede Globo e a TNT transmitem a 83.ª edição do Oscar.                                                                  |
| 28   | Na Rede Record, o Hoje em Dia ganha nova vinheta de abertura, cenário e transmissão em alta definição.                   |

### Março
| Data | Evento |
| ---- | --- |
| 4—8  | As principais emissoras de TV (exceto a Rede Record) realizam a cobertura do Carnaval de 2011, sendo que: - A Rede Globo exibe o Globeleza com os desfiles das escolas de samba de São Paulo e Rio de Janeiro e o carnaval do Recife na TV Globo Nordeste. A Rede Bahia cobre localmente o carnaval de Salvador no Bahia Folia; - O SBT exibe o SBT Folia, mostrando o carnaval de Salvador em parceria com a TV Aratu; - A Rede Bandeirantes exibe o Band Folia, mostrando o carnaval de Salvador e Recife, além dos desfiles das escolas de samba do Grupo de Acesso de São Paulo e Rio de Janeiro; - A RedeTV! exibe os Bastidores do Carnaval 2011. |
| 21   | O GNT estreia nova identidade visual. |
| 27   | A Rede Globo exibe no Domingão do Faustão a 15.ª edição do Melhores do Ano. |

### Abril
| Data | Evento                                                                  |
| ---- | ----------------------------------------------------------------------- |
| 3    | Na Rede Globo, o Domingão do Faustão ganha nova identidade visual.      |
| 9    | Na Rede Globo, o TV Xuxa ganha novo cenário.                            |
| 10   | Na Rede Globo, o Auto Esporte ganha nova vinheta de abertura e cenário. |
| 10   | O SBT exibe a 53.ª edição do Troféu Imprensa.                           |
| 26   | O Canal Brasil estreia nova identidade visual.                          |

### Maio
| Data | Evento |
| ---- | --- |
| 12   | No SBT, no capítulo de Amor e Revolução foi exibido pela primeira vez, numa telenovela brasileira, um beijo homossexual, entre as personagens Marcela (Luciana Vendramini) e Marina (Giselle Tigre). |

### Junho
| Data     | Evento |
| -------- | --- |
| 1.º—24/7 | A Rede Globo e o SporTV realizam a cobertura da Copa América de 2011.                                               |
| 4        | A Rede Bandeirantes exibe o 57.ª edição do Miss São Paulo.                                                          |
| 15       | Na Rede Bandeirantes, José Luiz Datena deixa a apresentação do Brasil Urgente.                                      |
| 16       | Na Rede Bandeirantes, Luciano Faccioli assume a apresentação do Brasil Urgente, substituindo José Luiz Datena.      |
| 26—17/7  | A Rede Bandeirantes, SporTV e Esporte Interativo realizam a cobertura da Copa do Mundo de Futebol Feminino de 2011. |

### Julho
| Data | Evento                                                                  |
| ---- | ----------------------------------------------------------------------- |
| 23   | A Rede Bandeirantes exibe a 57.ª edição do Miss Brasil.                 |
| 29   | Na Rede Record, José Luiz Datena deixa a apresentação do Cidade Alerta. |

### Agosto
| Data | Evento |
| ---- | --- |
| 5    | Na Rede Bandeirantes, Luciano Faccioli deixa a apresentação do Brasil Urgente.                                   |
| 8    | Na Rede Bandeirantes, José Luiz Datena reassume a apresentação do Brasil Urgente, substituindo Luciano Faccioli. |
| 20   | A Rede Globo e a Unesco promovem a 26.ª edição do Criança Esperança.                                             |

### Setembro
| Data    | Evento |
| ------- | --- |
| 6       | O Multishow transmite a 18.ª edição do Prêmio Multishow de Música Brasileira.                                                                                             |
| 23—2/10 | A Rede Globo e o Multishow transmitem a 4.ª edição do Rock in Rio. |
| 23      | Na Rede Globo, Renato Machado deixa a bancada do Bom Dia Brasil. |
| 26      | Na Rede Globo, Chico Pinheiro reassume a bancada do Bom Dia Brasil ao lado de Renata Vasconcellos, substituindo Renato Machado. O telejornal também estreia novo cenário. |

### Outubro
| Data  | Evento |
| ----- | --- |
| 2     | A Rede Bandeirantes afasta o apresentador e humorista do Custe o Que Custar Rafinha Bastos após se envolver numa controvérsia com a cantora Wanessa Camargo, na época em que ela estava grávida dizendo que "comeria ela e o bebê", durante a gravação do programa em 19 de setembro. No dia seguinte, a atração passou ser comandada por Monica Iozzi ao lado de Marcelo Tas e Marco Luque. |
| 13    | A Nickelodeon transmite a 12.ª edição dos Meus Prêmios Nick. |
| 14—30 | A Rede Record e a Record News realizam a cobertura dos Jogos Pan-Americanos de 2011. |
| 20    | A MTV Brasil transmite a 17.ª edição do MTV Video Music Brasil. |
| 21—22 | O SBT promove a 14.ª edição do Teleton, em prol da AACD. |
| 28    | O Megapix estreia nova identidade visual. |

### Novembro
| Data  | Evento |
| ----- | --- |
| 12—14 | O Multishow transmite a 2.ª edição do festival de música SWU. A Rede Globo exibiu compactos dos shows do evento. |

### Dezembro
| Data | Evento |
| ---- | --- |
| 4    | Na Rede Globo, Patrícia Poeta deixa a apresentação do Fantástico.                                                           |
| 5    | Na Rede Globo, Fátima Bernardes deixa a bancada do Jornal Nacional.                                                         |
| 6    | Na Rede Globo, Patrícia Poeta assume a bancada do Jornal Nacional ao lado de William Bonner, substituindo Fátima Bernardes. |
| 11   | Na Rede Globo, Renata Ceribelli assume a apresentação do Fantástico ao lado de Zeca Camargo, substituindo Patrícia Poeta.   |
| 31   | A TV Gazeta e a Rede Globo exibem a 87.ª edição da Corrida Internacional de São Silvestre.                                  |
| 31   | As principais emissoras de TV do Brasil transmitem o sorteio da Mega da Virada.                                             |

## Programas

### Janeiro
- 1.º de janeiro — Estreia da 4.ª temporada de 50 por 1 na Rede Record.[6]
- 2 de janeiro
  - Estreia Esquenta! na Rede Globo.[7]
  - A Rede Globo exibe o especial Chico & Amigos.[8]
- 3 de janeiro
  - Reestreia Cinema em Casa no SBT.[9]
  - Estreia da 1.ª temporada de Cantando no SBT no SBT.[10]
  - Estreia da 8.ª temporada de 24 Horas na Rede Globo.[11]
  - Reestreia O Mundo de Beakman na TV Cultura.[12]
  - Estreia da 3.ª temporada de É Tudo Improviso na Rede Bandeirantes.[13]
  - Estreia da 1.ª temporada de Modern Family na Rede Bandeirantes.[14]
  - Termina Intercine na Rede Globo.
- 4 de janeiro
  - Estreia Sansão e Dalila na Rede Record.[15]
  - Estreia Trauma na Rede Record.[16]
  - Estreia da 1.ª temporada de O Mundo Segundo os Brasileiros na Rede Bandeirantes.[17]
- 5 de janeiro
  - Estreia da 1.ª temporada de Se Ela Dança, Eu Danço no SBT.[18]
  - Estreia da 2.ª temporada de Solitários no SBT.[19]
- 7 de janeiro
  - Termina Sete Pecados no Vale a Pena Ver de Novo na Rede Globo.[20]
  - Reestreia Uma Hora de Sucesso no SBT.[21]
- 9 de janeiro — Termina O Relógio da Aventura na Rede Globo.[carece de fontes?]
- 10 de janeiro — Reestreia O Clone no Vale a Pena Ver de Novo na Rede Globo.[22]
- 11 de janeiro
  - Estreia da 11.ª temporada do Big Brother Brasil na Rede Globo.[23]
  - Estreia Amor em Quatro Atos na Rede Globo.[24]
- 14 de janeiro
  - Termina Passione na Rede Globo.[25]
  - Termina Amor em Quatro Atos na Rede Globo.[26]
  - Termina Os Mutantes: Caminhos dos Coração na Rede Record.
- 17 de janeiro
  - Estreia Insensato Coração na Rede Globo.[27]
  - Reestreia Maria Esperança no SBT.[28]
  - Termina a 6.ª temporada de CSI Investigação Criminal na Rede Record.
  - Termina Chiquinha Gonzaga no Canal Viva.
- 18 de janeiro
  - Estreia O Bem-Amado na Rede Globo.[29]
  - Estreia da 7.ª temporada de CSI Investigação Criminal na Rede Record.[30][31]
  - Termina Esmeralda no SBT.[carece de fontes?]
- 21 de janeiro — Termina O Bem-Amado na Rede Globo.[carece de fontes?]
- 24 de janeiro — Estreia Acampamento de Férias 2 na Rede Globo.[carece de fontes?]
- 25 de janeiro — Estreia Chico Xavier na Rede Globo.[carece de fontes?]
- 26 de janeiro — Estreia Miami Medical no SBT.[32]
- 28 de janeiro
  - Termina Acampamento de Férias 2 na Rede Globo.[carece de fontes?]
  - Termina Chico Xavier na Rede Globo.[carece de fontes?]
- 29 de janeiro — Termina Vendemos Cadeiras no Multishow.
- 31 de janeiro — Estreia da 8.ª temporada de Smallville no SBT.[33]

### Fevereiro
- 1.º de fevereiro — Estreia da 2.ª temporada de Amor & Sexo na Rede Globo.[34]
- 2 de fevereiro
  - Termina Sansão e Dalila na Rede Record.[35]
  - Termina Trauma na Rede Record.[carece de fontes?]
- 3 de fevereiro — Estreia da 2.ª temporada de Aline na Rede Globo.[36]
- 4 de fevereiro — Estreia da 7.ª temporada de Monk: Um Detetive Diferente na Rede Record.
- 5 de fevereiro — Estreia da 2.ª temporada de Legendários na Rede Record.[37]
- 6 de fevereiro — Estreia da 8.ª temporada do Pânico na TV na RedeTV!.[38]
- 7 de fevereiro
  - Estreia da 6.ª temporada de Lost na Rede Globo.
  - Termina a 1.ª temporada de Cantando no SBT no SBT.
- 8 de fevereiro
  - Estreia da 5.ª temporada de Troca de Família na Rede Record.[39]
  - Termina Por Amor no Canal Viva.[carece de fontes?]
- 9 de fevereiro — Estreia O Rei do Gado no Canal Viva.[40]
- 11 de fevereiro — Estreia Corujão do Esporte na Rede Globo.[41]
- 14 de fevereiro — Estreia da 2.ª temporada de Cantando no SBT no SBT.
- 15 de fevereiro — Estreia Sex Appeal no Canal Viva.[42]
- 18 de fevereiro — Termina Programa A 2 na MTV Brasil.
- 21 de fevereiro
  - Estreia Bem Estar na Rede Globo.[43]
  - Termina a 1.ª temporada de Dexter na RedeTV!.[44]
  - Estreia da 8.ª temporada de CSI: Investigação Criminal na Rede Record.[45]
- 25 de fevereiro — Termina Tribunal na TV na Rede Bandeirantes.
- 28 de fevereiro — Estreia da 2.ª temporada de Dexter na RedeTV!.[46]

### Março
- 1.º de março — Reestreia Casos de Família no SBT.[47]
- 3 de março
  - Termina a 2.ª temporada de Aline na Rede Globo.[48]
  - Programa do Ratinho tem a exibição suspensa no SBT.
- 9 de março — Programa do Ratinho tem a exibição retomada no SBT.
- 12 de março — Termina Game Show na Rede Record.
- 14 de março
  - Estreia da 4.ª temporada de Custe o Que Custar na Rede Bandeirantes.[49]
  - Estreia Meu Pé de Laranja Lima na TV Diário.[50]
- 15 de março
  - Estreia Hebe na RedeTV!.[51]
  - Estreia A Muralha no Canal Viva.[52]
  - Termina a 1.ª temporada de O Mundo Segundo os Brasileiros na Rede Bandeirantes.
- 17 de março
  - Estreia PC na TV na MTV Brasil.
  - Estreia Adnet ao Vivo na MTV Brasil.
  - Estreia Serguei Rock Show no Multishow.
- 18 de março
  - Termina Ti Ti Ti na Rede Globo.
  - Estreia Acredite se Quiser na Rede Bandeirantes.[53]
- 20 de março — Estreia Band Clássicos na Rede Bandeirantes.[54]
- 21 de março
  - Estreia da 1.ª temporada de Rebelde na Rede Record.[55]
  - Estreia Morde & Assopra na Rede Globo.[56]
- 23 de março — Termina a 2.ª temporada de Solitários no SBT.
- 25 de março — Termina Camaleões no SBT.[57]
- 27 de março — O SBT exibe no Cinespecial o filme Gata de Teto em Zinco Quente, em homenagem a atriz Elizabeth Taylor que faleceu quatro dias antes.[58]
- 28 de março
  - Termina a 2.ª temporada do Cantando no SBT no SBT.
  - Reestreia Uma Rosa com Amor no SBT.[57]
- 29 de março — Termina a 11.ª temporada do Big Brother Brasil na Rede Globo.

### Abril
- 1.º de abril — Estreia Iraque: 40 Dias de Horror na Rede Bandeirantes.[59]
- 2 de abril
  - Termina Sessão de Sábado na Rede Globo.
  - Estreia The Cleveland Show na Rede Globo.[60]
- 3 de abril
  - Estreia da 2.ª temporada de Aventuras do Didi na Rede Globo.
  - Estreia da 2.ª temporada de Os Caras de Pau na Rede Globo.
  - Estreia Batendo Ponto na Rede Globo.
- 4 de abril
  - Termina A História de Ana Raio e Zé Trovão no SBT.
  - Estreia da 3.ª temporada no Cantando no SBT no SBT.
- 5 de abril
  - Estreia Divã na Rede Globo.
  - Estreia da 1.ª temporada de Tapas & Beijos na Rede Globo.
  - Estreia Amor e Revolução no SBT.
- 7 de abril
  - Estreia da 11.ª temporada de A Grande Família na Rede Globo.
  - Estreia da 2.ª temporada de Globo Mar na Rede Globo.
  - Estreia Lara com Z na Rede Globo.
- 8 de abril
  - Termina Araguaia na Rede Globo.
  - Termina Quatro por Quatro no Canal Viva.
  - Estreia da 1.ª temporada de Macho Man na Rede Globo.[61]
- 11 de abril
  - Estreia Cordel Encantado na Rede Globo.
  - Estreia Vamp no Canal Viva.
- 12 de abril — Estreia The Phone: A Missão na Rede Bandeirantes.[62]
- 18 de abril — Estreia Quintal da Cultura na TV Cultura.
- 25 de abril
  - Reestreia Amigas & Rivais no SBT.[63]
  - Estreia Mod MTV na MTV Brasil.
- 26 de abril — Termina Pérola Negra no SBT.[63]
- 27 de abril — Termina a 1.ª temporada de Se Ela Dança, Eu Danço no SBT.

### Maio
- 1.º de maio — Estreia Armação Ilimitada no Canal Viva.[64]
- 2 de maio
  - Estreia da 4.ª temporada do Qual é o Seu Talento? no SBT.[65]
  - Estreia Dona Bárbara na CNT.[66]
  - Termina Ribeirão do Tempo na Rede Record.
- 3 de maio
  - Estreia Esquadrão do Amor no SBT.[65]
  - Estreia SOS Casamento no SBT.[65]
  - Estreia Vidas em Jogo na Rede Record.[67]
- 7 de maio — Estreia Festival SBT 30 Anos no SBT.
- 12 de maio — Estreia da 2.ª temporada de Adorável Psicose no Multishow.
- 19 de maio — Termina Serguei Rock Show no Multishow.
- 23 de maio
  - Estreia Brilhante F.C. na TV Brasil.
  - Estreia Jornal da Record News na Record News.
- 24 de maio — Termina Divã na Rede Globo.
- 30 de maio — Reestreia Cristal no SBT.
- 31 de maio
  - Termina Maria Esperança no SBT.
  - Estreia da 1.ª temporada de A Mulher Invisível na Rede Globo.

### Junho
- 13 de junho
  - Estreia Power Rangers na Rede Bandeirantes.
  - Estreia Barata Flamejante no Multishow.
- 17 de junho — Reestreia Todo Mundo Odeia o Chris na Rede Record.
- 20 de junho — Reestreia Cidade Alerta na Rede Record.
- 29 de junho — Estreia da 1.ª temporada do Agora é Tarde na Rede Bandeirantes.[68]
- 30 de junho — Termina a 2.ª temporada do Globo Mar na Rede Globo.

### Julho
- 2 de julho — Estreia da 1.ª temporada de Glee na Rede Globo.
- 5 de julho — Termina a 1.ª temporada de A Mulher Invisível na Rede Globo.
- 7 de julho
  - Termina Lara com Z na Rede Globo.
  - Estreia da 3.ª temporada de Amor & Sexo na Rede Globo.
- 8 de julho
  - Termina a 1.ª temporada de Macho Man na Rede Globo.
  - Termina A Noite é uma Criança na Rede Bandeirantes.
- 11 de julho — Estreia Claquete na Rede Bandeirantes.[69]
- 12 de julho
  - Termina The Phone: A Missão na Rede Bandeirantes.
  - Estreia O Astro na Rede Globo.
- 15 de julho — Termina Vale Tudo no Canal Viva.
- 18 de julho — Estreia Roque Santeiro no Canal Viva.
- 28 de julho — Termina Meu Pé de Laranja Lima na TV Diário.[70]
- 29 de julho — Termina SOS Casamento no SBT.

### Agosto
- 1.º de agosto — Estreia Serras Azuis na TV Diário.[70]
- 3 de agosto — Estreia da 2.ª temporada de Se Ela Dança, Eu Danço no SBT.
- 5 de agosto
  - Estreia Quem Convence Ganha Mais no SBT.[71]
  - Estreia da 2.ª temporada de Dilemas de Irene no GNT.
  - Estreia da 2.ª temporada de Bicicleta e Melancia no Multishow.
- 13 de agosto
  - Estreia Ponto Pop na PlayTV.[72]
  - Termina Festival SBT 30 Anos no SBT.
- 19 de agosto — Termina Insensato Coração na Rede Globo.[73]
- 22 de agosto
  - Estreia Fina Estampa na Rede Globo.
  - Termina Brilhante F.C. na TV Brasil.
- 25 de agosto
  - Termina Fudêncio e Seus Amigos na MTV Brasil.
  - Termina a 2.ª temporada de Adorável Psicose no Multishow.
- 26 de agosto — Termina a 18.ª temporada de Malhação na Rede Globo.
- 29 de agosto — Estreia da 19.ª temporada de Malhação na Rede Globo.[74]

### Setembro
- 3 de setembro — Estreia Globo Cidadania na Rede Globo.
- 5 de setembro — Termina Barata Flamejante no Multishow.
- 9 de setembro — Termina O Clone no Vale a Pena Ver de Novo na Rede Globo.
- 10 de setembro — A Rede Globo exibe o especial Roberto Carlos em Jerusalém.
- 12 de setembro
  - Reestreia Mulheres de Areia no Vale a Pena Ver de Novo na Rede Globo.[75]
  - Termina Cidade Alerta na Rede Record.
- 23 de setembro — Termina Cordel Encantado na Rede Globo.
- 26 de setembro — Estreia A Vida da Gente na Rede Globo.[76]

### Outubro
- 3 de outubro — Estreia Oscar Freire 279 no Multishow.
- 5 de outubro — Termina a 2.ª temporada de Bicicleta e Melancia no Multishow.
- 14 de outubro — Termina Morde & Assopra na Rede Globo.
- 17 de outubro
  - Reestreia Marimar no SBT.[77]
  - Estreia Aquele Beijo na Rede Globo.[78]
- 18 de outubro — Termina Uma Rosa com Amor no SBT.[77]
- 28 de outubro
  - Termina a 2.ª temporada de Dilemas de Irene no GNT.
  - Termina O Astro na Rede Globo.

### Novembro
- 1.º de novembro — Estreia da 8.ª temporada de O Aprendiz na Rede Record.
- 3 de novembro — Estreia da 3.ª temporada de Força-Tarefa na Rede Globo.
- 4 de novembro
  - Termina Escola 2.0 na TV Cultura.
  - Termina O Quinto dos Infernos no Canal Viva.
  - Estreia da 2.ª temporada de Macho Man na Rede Globo.[79]
- 7 de novembro — Estreia Labirinto no Canal Viva.[80]
- 14 de novembro — Estreia MTV Hits na MTV Brasil.
- 21 de novembro
  - Estreia Marcas da Vida na Rede Record.[81]
  - Reestreia Fascinação no SBT.[82]
  - Estreia Tema Quente na RedeTV!.[83]
- 22 de novembro — Termina Cristal no SBT.
- 30 de novembro — Termina O Rei do Gado no Canal Viva.

### Dezembro
- 1.º de dezembro
  - Estreia Hoje Tem na TV Gazeta.
  - Estreia Barriga de Aluguel no Canal Viva.[84]
- 2 de dezembro — Termina Labirinto no Canal Viva.
- 5 de dezembro — Estreia Contos de Verão no Canal Viva.[85]
- 6 de dezembro — Termina Comédia MTV na MTV Brasil.
- 11 de dezembro — Estreia da 2.ª temporada do Esquenta! na Rede Globo.[86]
- 12 de dezembro
  - Termina Mod MTV na MTV Brasil.
  - Termina Rockgol na MTV Brasil.
- 13 de dezembro — Termina Marcas da Vida na Rede Record.[87]
- 15 de dezembro
  - Termina Vamp no Canal Viva.
  - Termina Adnet ao Vivo na MTV Brasil.
- 16 de dezembro
  - Termina A História de Ester na Rede Record.
  - Termina a 2.ª temporada de Macho Man na Rede Globo.
- 17 de dezembro
  - Estreia Victorious na Rede Globo.
  - Estreia Hannah Montana Forever na Rede Globo.
  - A Rede Record exibe o especial Roberto Justus +.[88]
- 18 de dezembro — A Rede Globo exibe a 1.ª edição do Festival Promessas.[89]
- 19 de dezembro — Estreia Top Model no Canal Viva.[90][91]
- 20 de dezembro
  - Termina a 1.ª temporada de Tapas & Beijos na Rede Globo.
  - Termina a 8.ª temporada de O Aprendiz na Rede Record.[92]
- 21 de dezembro — O SBT exibe o Chaves: Especial de Natal.[93]
- 22 de dezembro
  - Termina a 11.ª temporada de A Grande Família na Rede Globo.
  - Termina a 3.ª temporada de Força-Tarefa na Rede Globo.
  - A Rede Record exibe o especial Coral de Rua.[94]
- 23 de dezembro
  - A Rede Globo exibe o especial Ivete, Gil e Caetano.[95]
  - Termina Quinta Categoria na MTV Brasil.
  - Termina Contos de Verão no Canal Viva.
- 24 de dezembro — O Canal Viva exibe o especial Papai Noel Existe, exibido originalmente pela Rede Globo em 2010.[96]
- 25 de dezembro — A Rede Globo reprisa o especial Roberto Carlos em Jerusalém, exibido originalmente em 10/09/2011.
- 26 de dezembro
  - Estreia The Vampire Diaries no SBT.[93]
  - Termina a 4.ª temporada de Custe o Que Custar na Rede Bandeirantes.
  - A Rede Record exibe O Madeireiro no Especial Record de Literatura.[97]
  - Termina Show do Tom na Rede Record.
- 27 de dezembro
  - A Rede Globo exibe o Vídeo Show Retrô 2011.
  - A Rede Record exibe a sua Retrospectiva 2011.[98]
  - A Rede Record exibe O Menino Grapiúna no Especial Record de Literatura.[99]
  - A Rede Bandeirantes exibe o especial Imagens 2011.[100]
- 28 de dezembro
  - O SBT exibe o Chaves: Especial de Ano Novo.
  - O SBT exibe o especial Uma Dupla Quase Dinâmica.[93]
- 29 de dezembro
  - A Rede Globo exibe o telefilme Homens de Bem.[101]
  - A Rede Record exibe o especial Uma Noite com Beyoncé.[102]
- 30 de dezembro
  - Termina Dona Bárbara na CNT.[103]
  - A Rede Globo exibe a sua Retrospectiva 2011.[104]
- 31 de dezembro — A Rede Globo exibe o Show da Virada.[105]

## Emissoras e plataformas

### Fundações
| Data            | Emissora          | Cidade, UF                         | Notas | Ref.                |
| --------------- | ----------------- | ---------------------------------- | --- | ------------------- |
| 17 de janeiro   | Chef TV           | São Paulo, SP                      | Canal programado pelo Grupo Mídia do Brasil                                                                                           | [ 106 ]             |
| 21 de janeiro   | Prime Box Brazil  | Porto Alegre, Rio Grande do Sul    | Canal programada pela Box Brazil | [carece de fontes?] |
| 27 de janeiro   | TV Assembleia     | São Luís, Maranhão                 | Emissora de televisão pertencente à Assembleia Legislativa do Maranhão                                                                | [carece de fontes?] |
| 17 de fevereiro | TV Primavera      | Criciúma, Santa Catarina           | Emissora de televisão pertencente à Fundação Internacional de Comunicação                                                             | [ 107 ]             |
| 18 de fevereiro | TV Codó           | Codó, Maranhão                     | Emissora de televisão pertencente à Prefeitura de Codó, sendo afiliada à Rede Meio Norte                                              | [ 108 ]             |
| 1.º de março    | TV Corinthians    | São Paulo, SP                      | Canal de televisão por assinatura pertencente ao Sport Club Corinthians Paulista                                                      | [ 109 ]             |
| 1.º de março    | Bem Simples       | São Paulo, SP                      | Canal de variedades programada pela Fox International Channels. Versão brasileira do canal argentino Utilísima                        | [ 110 ]             |
| 21 de março     | VTV               | Santa Rita, Maranhão               | Emissora de televisão pertencente ao Sistema VTV de Comunicação                                                                       | [carece de fontes?] |
| 1.º de abril    | Disney Junior     | São Paulo, SP                      | Canal programada pela The Walt Disney Company América Latina. No Brasil, substituiu o canal Playhouse Disney                          | [carece de fontes?] |
| 15 de abril     | NOW               | Rio de Janeiro, RJ                 | Plataforma de streaming e vídeo sob demanda, pertencente à NET                                                                        | [ 111 ]             |
| 19 de abril     | ÓTV               | Curitiba, Paraná                   | Canal de televisão por assinatura regional pertencente ao Grupo Paranaense de Comunicação                                             | [carece de fontes?] |
| 1.º de maio     | Sony Spin         | São Paulo, SP                      | Canal programada pela Sony Pictures Television, sendo distribuída pela HBO Latin America Group. Substituiu o Animax                   | [carece de fontes?] |
| 1.º de maio     | Glitz*            | São Paulo, SP                      | Canal programada pela Turner Broadcasting System Latin America. Substituiu o FashionTV                                                | [carece de fontes?] |
| 20 de maio      | TV Baiana         | Salvador, Bahia                    | Emissora de televisão mantida pela Fundação Brasil Ecoar, afiliada à TV Aparecida                                                     | [ 112 ]             |
| 1.º de agosto   | TV Alterosa Leste | Governador Valadares, Minas Gerais | Pertencente ao Grupo Silvio Santos, com a administração dos Diários Associados. Emissora integrante da Rede Alterosa, afiliada ao SBT | [carece de fontes?] |
| 11 de agosto    | Muu               | Rio de Janeiro, RJ                 | Plataforma de streaming e vídeo sob demanda, pertencente à Globosat                                                                   | [ 113 ]             |
| 27 de agosto    | Sextreme          | Rio de Janeiro, RJ                 | Canal de programação erótica, programada pela Playboy do Brasil em parceria com a Globosat. Substituiu a Playboy TV Movies            | [ 114 ]             |
| 5 de setembro   | Netflix           | —                                  | Plataforma de streaming e vídeo sob demanda                                                                                           | [ 115 ]             |
| 1.º de outubro  | TBS               | São Paulo, SP                      | Canal programada pela Turner Broadcasting System Latin America.                                                                       | [carece de fontes?] |
| 31 de outubro   | TV Metrópole      | Caucaia, Ceará                     | Emissora de televisão mantida pela Fundação José Possidônio Peixoto                                                                   | [ 116 ]             |
| 4 de novembro   | TV Unesp          | Bauru, São Paulo                   | Canal de televisão universitária pertencente à Unesp                                                                                  | [ 117 ]             |
| 17 de novembro  | TLC               | São Paulo, SP                      | Canal programada pela Discovery Networks Latin America. Substituiu o Discovery Travel & Living                                        | [ 118 ]             |
| 8 de dezembro   | Canal OFF         | Rio de Janeiro, RJ                 | Canal de televisão por assinatura pertencente à Globosat, dedicado á esportes radicais                                                | [carece de fontes?] |

### Extinções
| Data            | Emissora                  | Cidade, UF         | Notas | Ref.                |
| --------------- | ------------------------- | ------------------ | --- | ------------------- |
| 1.º de abril    | Playhouse Disney          | São Paulo, SP      | O canal foi extinto para dar lugar ao Disney Junior no Brasil                                                  | [carece de fontes?] |
| 1.º de maio     | Animax                    | São Paulo, SP      | Foi substituído pelo Sony Spin                                                                                 | [carece de fontes?] |
| 1.º de maio     | FashionTV                 | São Paulo, SP      | Foi substituído pelo Glitz*                                                                                    | [carece de fontes?] |
| 26 de agosto    | Playboy TV Movies         | Rio de Janeiro, RJ | Foi substituído pelo Sextreme                                                                                  | [ 114 ]             |
| 1.º de novembro | Discovery Travel & Living | São Paulo, SP      | Foi substituído pelo TLC                                                                                       | [ 118 ]             |
| 20 de dezembro  | VH1 Soul                  | São Paulo, SP      | O canal foi descontinuado no Brasil e na América Latina devido a razões tecnológicas e direitos de transmissão | [carece de fontes?] |

### Rebrandings
| Data        | Emissora             | Cidade, UF         | Notas                      | Ref.    |
| ----------- | -------------------- | ------------------ | -------------------------- | ------- |
| 21 de junho | Record News São Luís | São Luís, Maranhão | Passa a se chamar TV Guará | [ 119 ] |

### Trocas de afiliação
| Data             | Emissora     | Cidade, UF          | Afiliação anterior | Afiliação nova    | Notas | Ref.                |
| ---------------- | ------------ | ------------------- | ------------------ | ----------------- | --- | ------------------- |
| 1.º de fevereiro | TVB Campinas | Campinas, São Paulo | SBT                | Rede Record       | Depois de 21 anos retransmitindo o SBT, a emissora encerrou a afiliação com o canal de Silvio Santos e se afiliou a Rede Record                                              | [carece de fontes?] |
| 31 de março      | TVB Litoral  | Santos, São Paulo   | SBT                | Rede Bandeirantes | A emissora encerrou a afiliação com a SBT depois de 19 anos transmitindo a rede e virou afiliada a Rede Bandeirantes                                                         | [carece de fontes?] |
| 5 de abril       | VTV          | Santos, São Paulo   | RedeTV!            | SBT               | Após nove anos, a emissora encerrou sua afiliação com a RedeTV! com o fim do seu contrato, e repôs o sinal do SBT na Baixada Santista cinco dias após a saída da TVB Litoral | [carece de fontes?] |

## Nascimentos
| Data            | Nome                   | Notas | Ref.                |
| --------------- | ---------------------- | --- | ------------------- |
| 16 de fevereiro | Miguel Ângelo          | Ator. Seu principal trabalho na televisão foi na telenovela A Infância de Romeu e Julieta                               | [carece de fontes?] |
| 22 de fevereiro | Lorena Queiroz         | Atriz. Trabalhos notáveis incluem Carinha de Anjo, A Fantástica Máquina de Sonhos, 7 Chances Para... e A História Delas | [carece de fontes?] |
| 29 de março     | Marianna Santos        | Atriz. Trabalhos notáveis incluem Carinha de Anjo, Poliana Moça, Luz e O Picapau Amarelo                                | [carece de fontes?] |
| 14 de junho     | Maria Carolina Basilio | Atriz. Trabalhos notáveis incluem Nos Tempos do Imperador e Terra e Paixão                                              | [carece de fontes?] |

## Mortes
| Data            | Nome                         | Idade | Notas | Ref.    |
| --------------- | ---------------------------- | ----- | --- | ------- |
| 4 de janeiro    | Hélio Ary                    | 80    | Ator. Trabalhos notáveis incluem Enquanto Houver Estrelas, A Patota, Fogo Sobre Terra, O Casarão, O Astro, Pai Herói, Viva o Gordo, Desejo, Deus nos Acuda e Os Maias | [ 120 ] |
| 26 de janeiro   | John Herbert                 | 81    | Ator. Trabalhos notáveis incluem Pollyana, Sublime Amor, O Machão, O Sheik de Ipanema, Vereda Tropical, Que Rei Sou Eu?, O Dono do Mundo, A Viagem, Malhação, Por Amor, Uga Uga, Esperança, Cabocla, Sinhá Moça, O Profeta, Sete Pecados e Três Irmãs | [ 121 ] |
| 29 de janeiro   | Geórgia Gomide               | 73    | Atriz. Trabalhos notáveis incluem Moulin Rouge, a Vida de Toulouse-Lautrec, A Gata, Gutierritos, o Drama dos Humildes, Estrelas no Chão, Vereda Tropical, Hipertensão, Olho por Olho, Tocaia Grande, Uga Uga, O Direito de Nascer e O Quinto dos Infernos | [ 122 ] |
| 31 de janeiro   | Nildo Parente                | 75    | Ator. Trabalhos notáveis incluem Pai Herói, Meu Destino é Pecar, Vereda Tropical, Tamanho Família, Corpo Santo, A, E, I, O... Urca, O Dono do Mundo, Tocaia Grande, Celebridade, Paraíso Tropical e A Lei e o Crime | [ 123 ] |
| 16 de fevereiro | Sérgio Jockymann             | 80    | Jornalista e dramaturgo. Foi comentarista do Jornal do Almoço na TV Gaúcha no qual onde foi um dos criadores, Portovisão na TV Difusora e Guaíba ao Vivo na TV Guaíba e foi apresentador do programa Meio-Dia na TV Piratini. Além de escrever telenovelas como Nenhum Homem é Deus, O Machão, O Sheik de Ipanema, Roda de Fogo, Dulcinéa Vai à Guerra e Casal 80. Foi diretor-geral da TV Guaíba | [ 124 ] |
| 11 de março     | Jorge Cherques               | 82    | Ator. Trabalhos notáveis incluem Véu de Noiva, O Homem Que Deve Morrer, A Sucessora, Elas por Elas, Dona Beija, O Salvador da Pátria, Rainha da Sucata, Vamp, Mulheres de Areia, Explode Coração, Por Amor, Torre de Babel, Alma Gêmea e Zorra Total | [ 125 ] |
| 23 de março     | Liana Duval                  | 83    | Atriz. Trabalhos notáveis incluem Marcados pelo Amor, Beto Rockfeller, O Sheik de Ipanema, Tieta, A História de Ana Raio e Zé Trovão, Mundo da Lua, A Próxima Vítima, O Rei do Gado e Torre de Babel | [ 126 ] |
| 5 de abril      | Flávio Alcaraz Gomes         | 83    | Jornalista. Apresentou o Fórum na TV Guaíba e Guerrilheiros da Notícia na TV Guaíba e na TV Pampa | [ 127 ] |
| 1 de junho      | André Luís Gusmão de Almeida | 37    | Empresário. Participou da 9.ª temporada do Big Brother Brasil | [ 128 ] |
| 18 de junho     | Wilza Carla                  | 74    | Vedete, atriz e humorista. Trabalhos notáveis incluem Assim na Terra como no Céu, Jerônimo, o Herói do Sertão, Saramandaia, Expresso Brasil e A História de Ana Raio e Zé Trovão | [ 129 ] |
| 19 de julho     | Clovis Duarte                | 69    | Jornalista. Foi comentarista do Jornal do Almoço na TV Gaúcha e apresentou o Portovisão na TV Difusora, Câmera 2 na TV Guaíba e Programa Clovis Duarte e Câmera Pampa na TV Pampa | [ 130 ] |
| 2 de agosto     | Ítalo Rossi                  | 80    | Ator. Trabalhos notáveis incluem Sonho de Amor, Escrava Isaura, Transas e Caretas, Que Rei Sou Eu?, Olho no Olho, Esplendor, Coração de Estudante, Kubanacan, Senhora do Destino, Belíssima e Toma Lá, Dá Cá | [ 131 ] |
| 8 de agosto     | Walter Abrahão               | 80    | Narrador esportivo. Fez passagens na Rede Tupi, SBT e Rede Manchete | [ 132 ] |
| 12 de agosto    | Cláudio Mello e Souza        | 76    | Jornalista e apresentador. Trabalhou no departamento de projetos especiais da Rede Globo, além de ser o assessor do Roberto Marinho | [ 133 ] |
| 8 de setembro   | Marcos Plonka                | 71    | Ator e humorista. Trabalhos notáveis incluem Moulin Rouge - A Vida de Toulouse-Lautrec, A Gata, O Direito de Nascer, Antônio Maria, Simplesmente Maria, A Fábrica, O Machão, Drácula, Uma História de Amor e Escolinha do Professor Raimundo | [ 134 ] |
| 11 de outubro   | José Vasconcellos            | 85    | Ator, humorista, diretor, produtor, radialista e compositor. Trabalhos notáveis incluem A Toca do Zé, Quatro Homens Juntos, Faça Humor, Não Faça Guerra, Satiricom, Escolinha do Professor Raimundo e Escolinha do Barulho. Foi um dos primeiros intérpretes do palhaço Bozo no Brasil no qual onde gravou um álbum musical                                                                       | [ 135 ] |
| 20 de novembro  | Adriano Reys                 | 78    | Ator luso-brasileiro. Trabalhos notáveis incluem E Nós, Aonde Vamos?, Pigmalião 70, A Viagem, Éramos Seis, O Direito de Nascer, Ciranda de Pedra, Sétimo Sentido, Ti Ti Ti, Vale Tudo, Quatro por Quatro, Laços de Família, Kubanacan e Mutantes: Promessas de Amor | [ 136 ] |
| 11 de dezembro  | Rodolfo Bottino              | 52    | Ator. Trabalhos notáveis incluem Anos Dourados, Livre para Voar, Ti Ti Ti, Roda de Fogo, Bebê a Bordo, Perigosas Peruas e Você Decide | [ 137 ] |
| 17 de dezembro  | Sérgio Britto                | 88    | Ator, diretor e roteirista. Trabalhos notáveis incluem Sangue do Meu Sangue, Escalada, Anjo Mau, Espelho Mágico, Paraíso, Marquesa de Santos, Dona Beija, Pantanal. O Fantasma da Ópera, Xica da Silva, Serras Azuis e Vidas Cruzadas | [ 138 ] |